# Église Saint-Jean-Baptiste de Monléon-Magnoac
L'église Saint-Jean-Baptiste de Monléon-Magnoac est une église catholique située à Monléon-Magnoac, dans le département des Hautes-Pyrénées en France.

## Présentation
L'église, datant du XVe siècle, est de style gothique tardif. Elle a été reconstruite au XVIe siècle,.
Les nombreuses statues monumentales ont été sculptées dans du bois de tilleul par Pierre Affre en 1635, elles proviennent du sanctuaire de Notre-Dame de Garaison, qui lors de la Révolution française ont été mis à l'abri dans cette église, seul le retable monumental a été rapporté dans le chœur de la chapelle de Notre-Dame de Garaison.
L'église est inscrite à l'inventaire des monuments historiques depuis 1989.
L'ensemble des statues monumentale des Apôtres, des Évangélistes, des Vertus et du Christ enseignant sont en bois de tilleul (bois tendre et fragile), l'ensemble a été amené à Toulouse pour être trempé dans des bains pour être protégé des insectes du bois (capricorne, etc.).

## Mobilier
Sont classés au titre objet des monuments historiques :
- L'ensemble des statues monumentale des Apôtres, des Évangélistes, des Vertus et du Christ enseignant en bois taillé et doré sculptées par Pierre Affre et les panneaux des piédestaux peints par Jean Cammerer datant du XVIIe siècle (l'ensemble provenant de la chapelle de Notre-Dame-de-Garaison)[3].

- 2 statues monumentales en bois taillé et doré de la tribune datant du XVIIe siècle (sculptées par Pierre Affre, et provenant de la chapelle de Notre-Dame-de-Garaison)[4].
- Le tableau sur bois de l'apparition de la Vierge Marie à Anglèze de Sagazan datant du XVIIe siècle (provenant de la chapelle de Notre-Dame-de-Garaison)[5].
- La chaire en bois sculpté et en marbre datant du XVIIIe siècle[6].
- Le retable monumental dédié à saint Jean-Baptiste en bois taillé, peint et doré datant du XVIIIe siècle[7].
- Le maître autel et le tabernacle en bois taillé, peint et doré du chœur datant  du XVIIIe siècle[8].

Sont inscrits à l'inventaire des monuments historiques :
- Un ciboire et sa boîte en argent doré daté de 1829 (c'est un don de Marie-Caroline de Bourbon-Sicile, duchesse de Berry, à l'église de Monléon-Magnoac)[9].
- Un calice et un patène en argent doré daté de 1868 (souvenir des premières communions 1868)[10].
- Une pietà (Vierge de Pitié) en bois taillé, peint et doré datant du XVIe siècle[11].

## Description

### Intérieur

#### Nef

##### Les peintures en noir et blanc
Ces peintures sont réalisées sur les colonnes où sont placées les statues monumentales. Elles représentaient la diversité des pèlerins venant au sanctuaire de Notre-Dame de Garaison jusqu'à la Révolution française.

#### Chaire
La chaire est en bois sculpté avec des décors dorés et en marbre rose.
Sous la cuve sont représentées des têtes d'anges. Sur la partie supérieure sont placés deux anges soutenant l'abat-voix où est représenté l'Esprit-Saint, au sommet est placé un ange musicien.
La chaire était la place du prédicateur (prêtre, évêque) avant l'arrivée des microphones et des haut-parleurs.

#### Chœur
Le nouveau maître-autel
Le nouveau est en bois sculpté et doré, il est recouvert d'un voile.
Il a été mis en place après le Concile Vatican II, ainsi le prêtre célèbre la messe face aux fidèles.

##### Ancien maître-autel et tabernacle
L'ancien maître-autel
Il était utilisé avant le Concile Vatican II, lorsque le prêtre célébrait la messe dos aux fidèles.
Le maître autel est en bois sculpté, peint à l'imitation du marbre, et orné de décors doré (guirlandes de fleurs) avec quatre têtes d'anges.
Le tabernacle
Le tabernacle est en bois peint et doré. Des anges sont représentés dessus et au sommet, ils ont le regard tourner vers la porte du réceptacle (lieu de la présence de Jésus-Christ). Sur la porte du réceptacle est représenté le triangle de la Trinité. Au-dessus du réceptacle est placer un ange avec un aigle.

##### Retablemonumental
Le retable monumental est en bois sculpté, peint et doré.
Sont représentés :
- Au centre : une statuette de saint Jean le Baptiste avec ses parents à ses côtés, saint Zacharie et sainte Élisabeth.
- À gauche : la prédication de Jean le Baptiste.
- À droite : le Baptême de Jésus-Christ.
- Au sommet : la décollation de saint Jean le Baptiste.

## Galerie

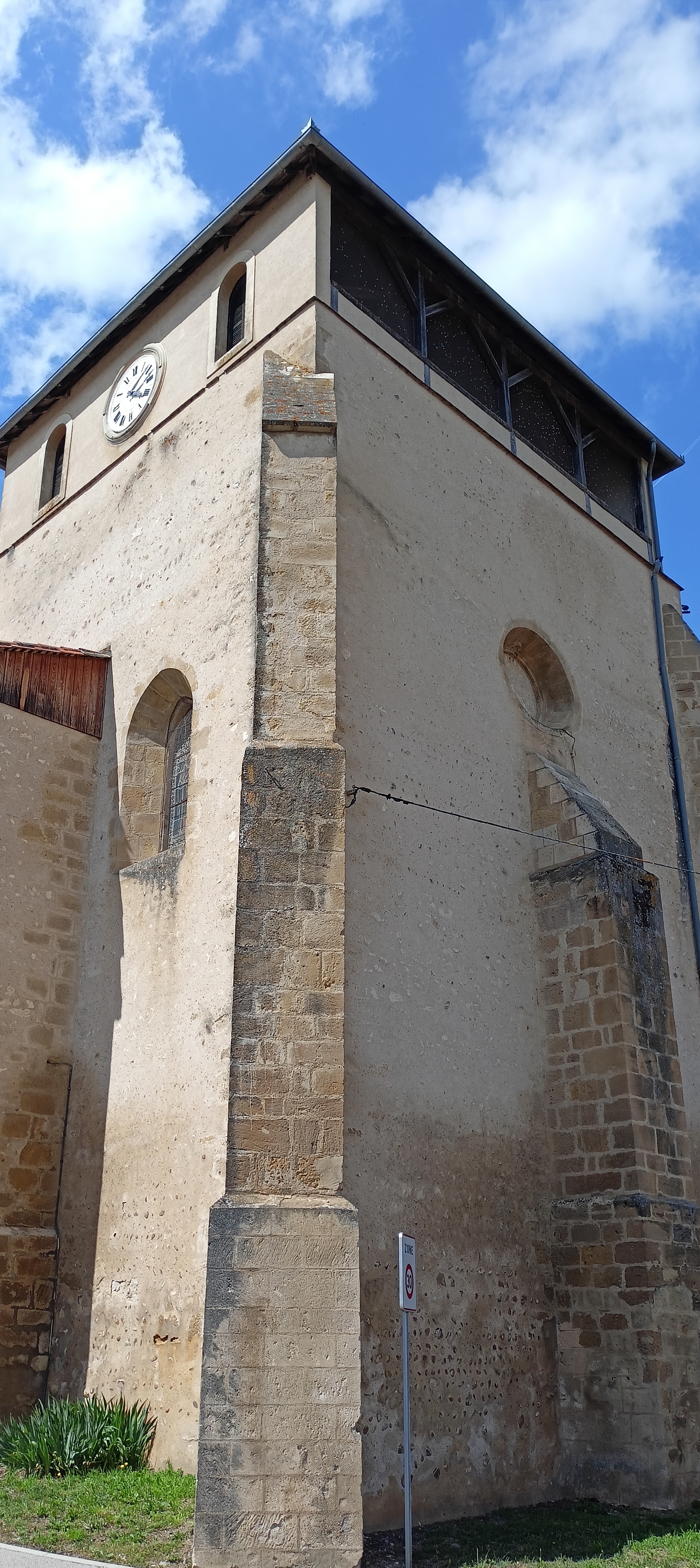
Vue du clocher fortifié.
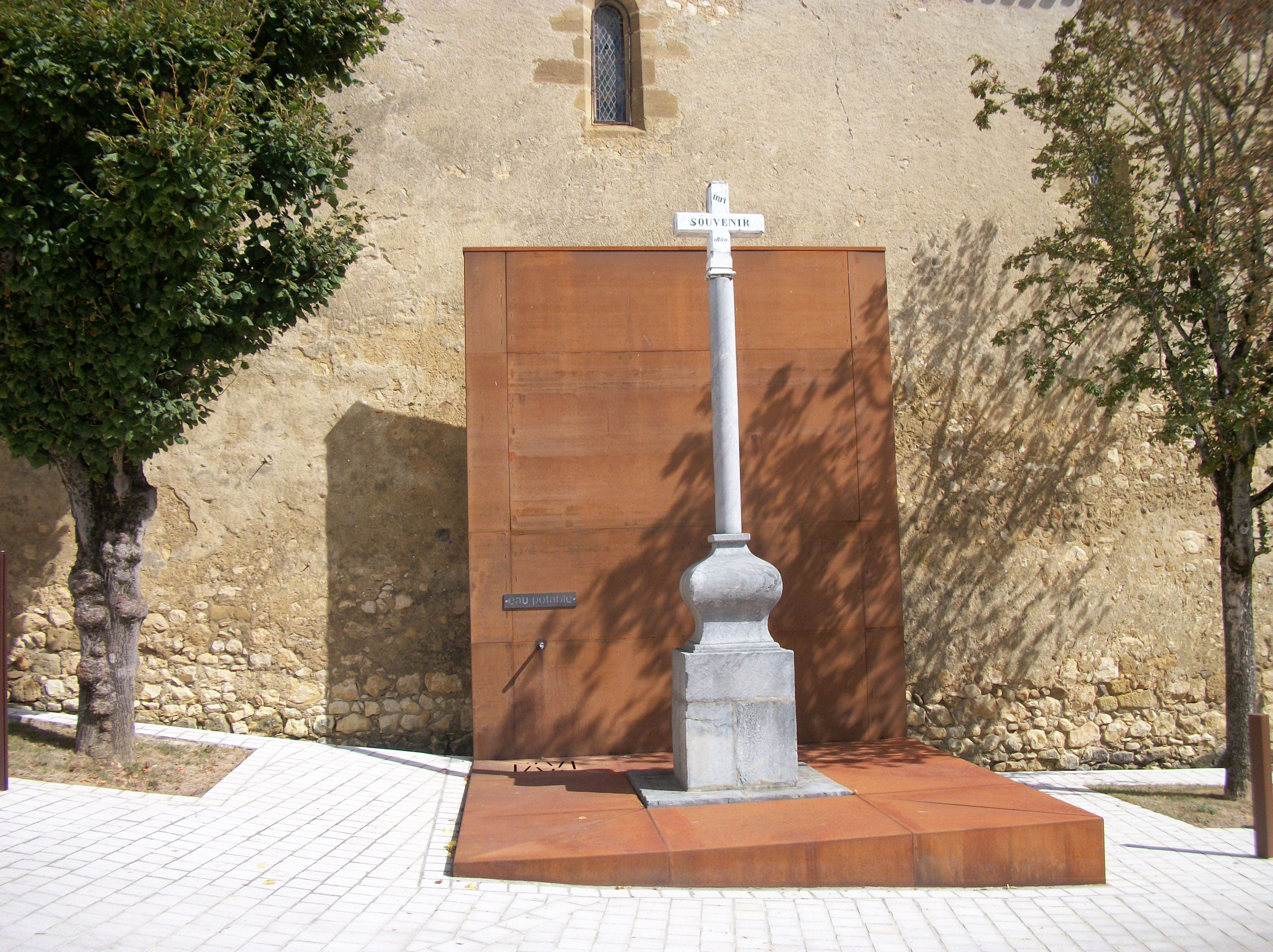
Croix monumentale placé devant l'église, souvenir de la mission de 1840.
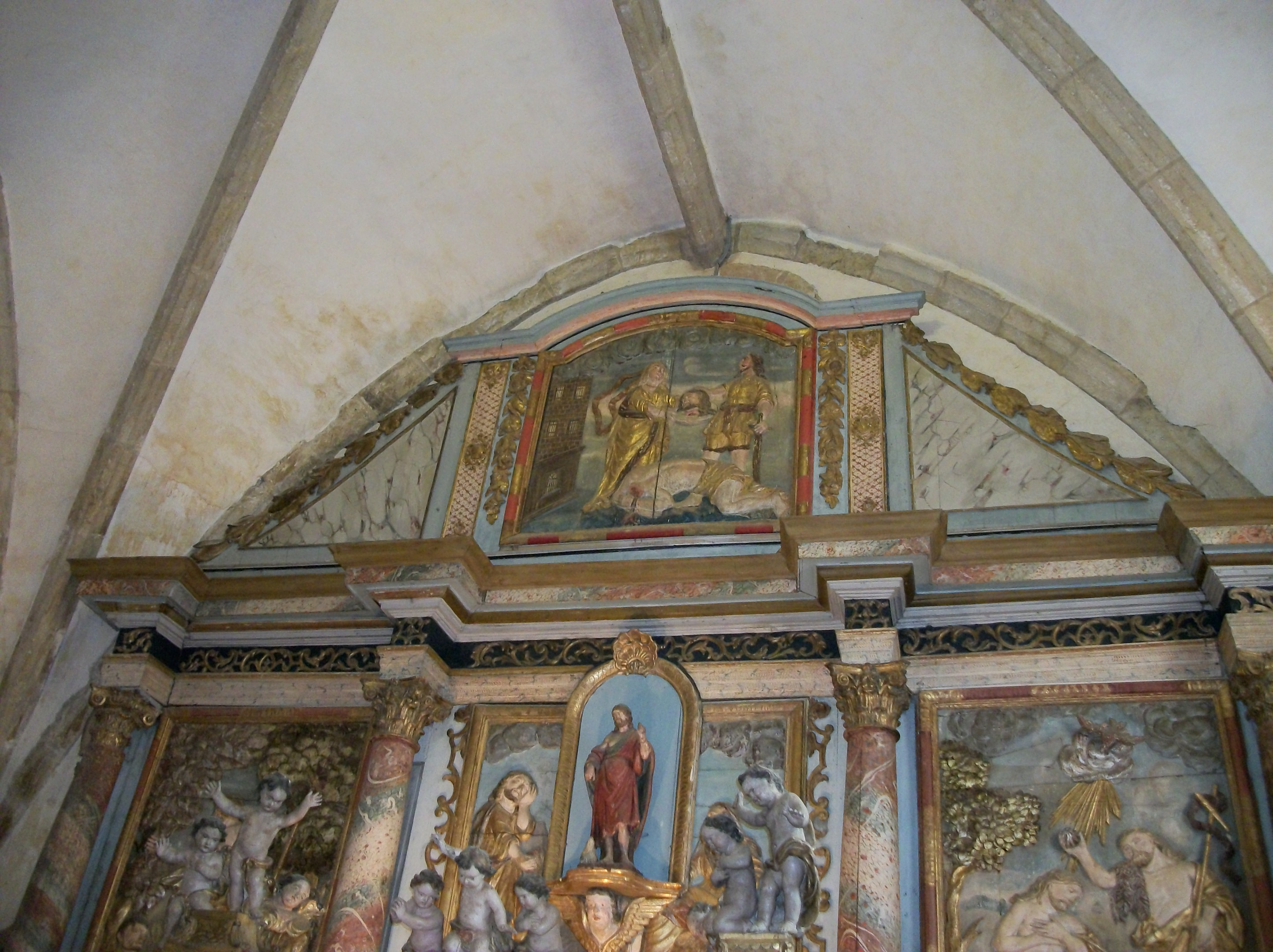
Le centre et le sommet du retable.
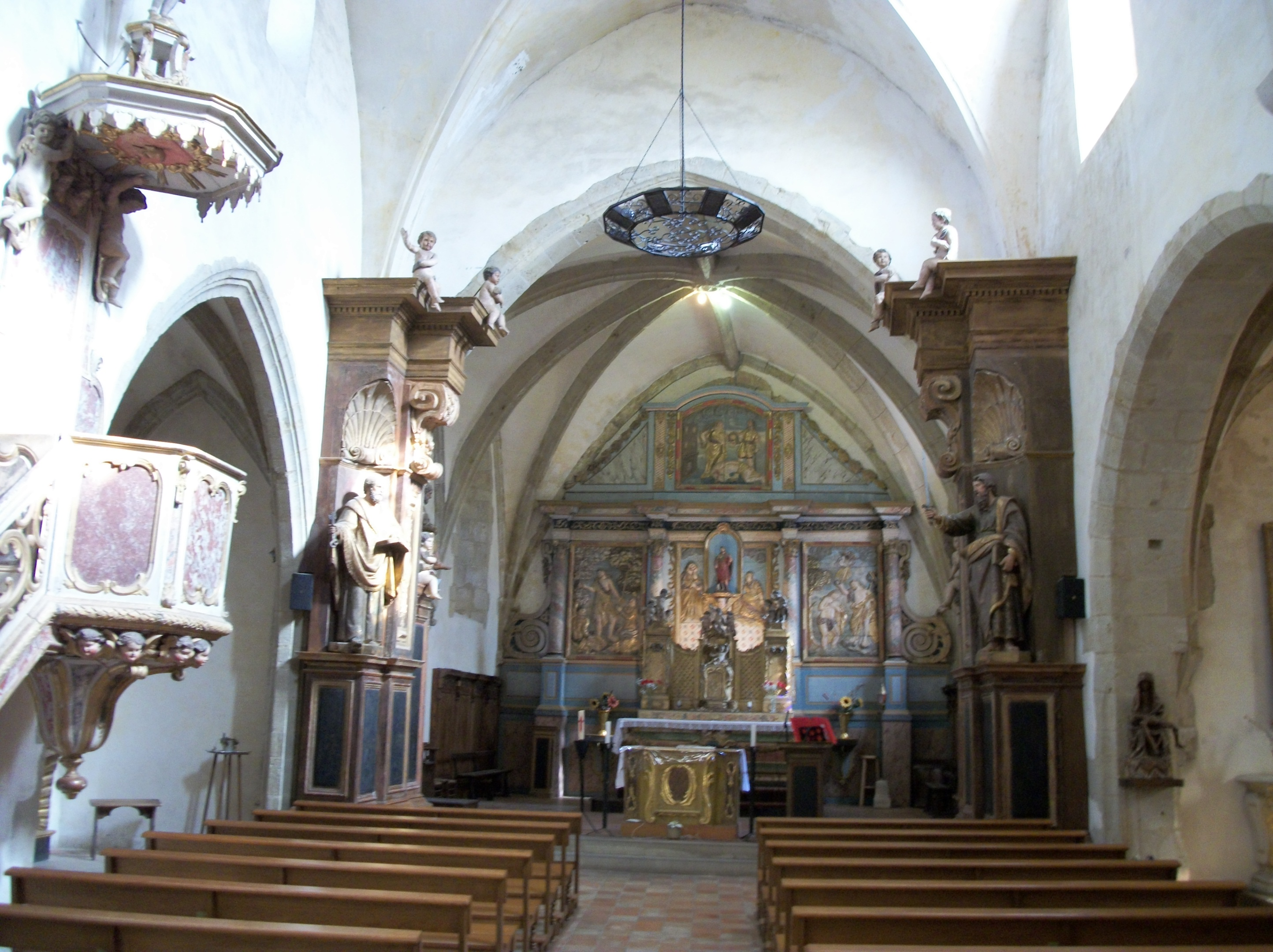
La nef et le chœur.
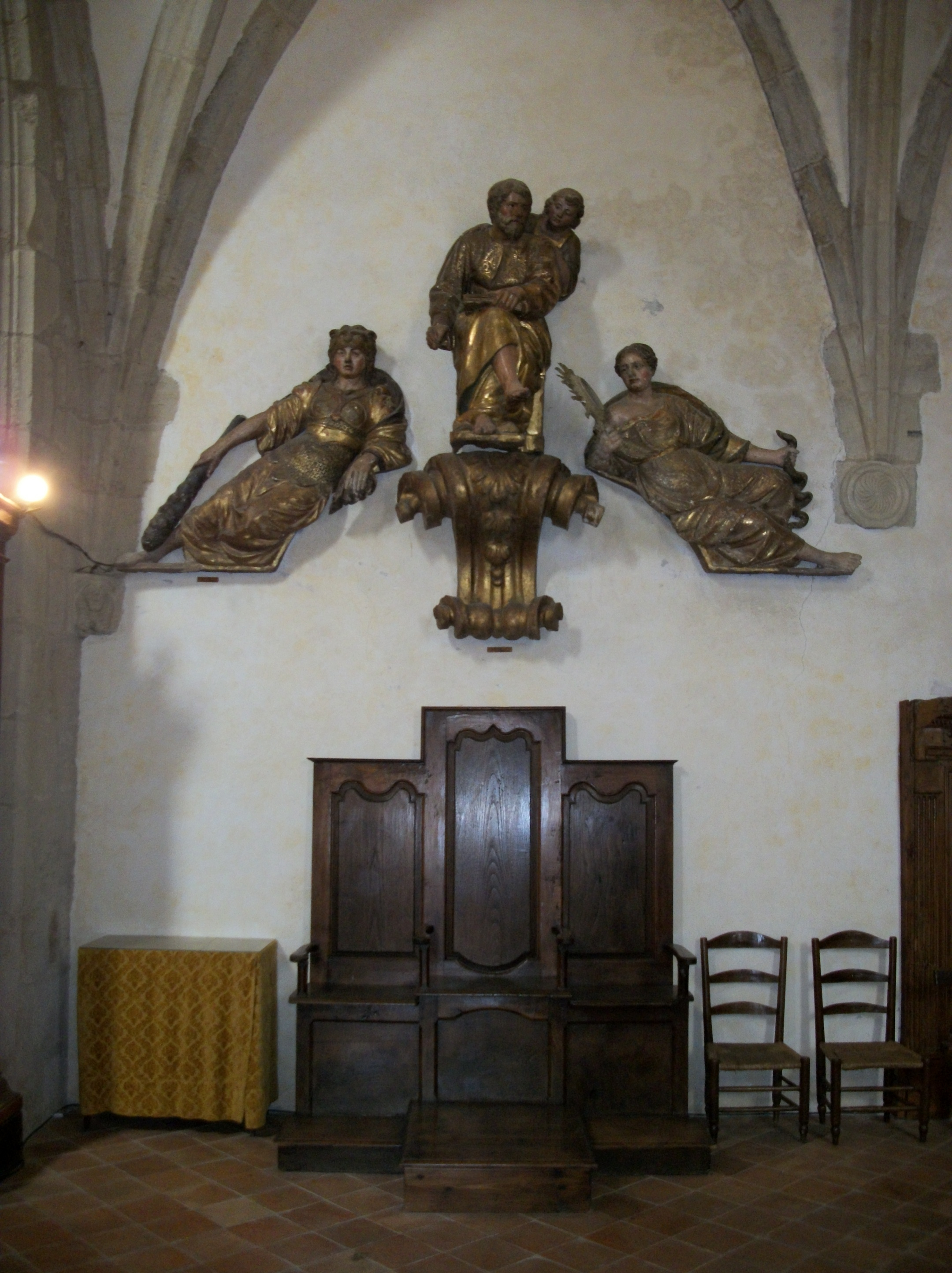
Sièges des célébrants. Au-dessus saint Matthieu.
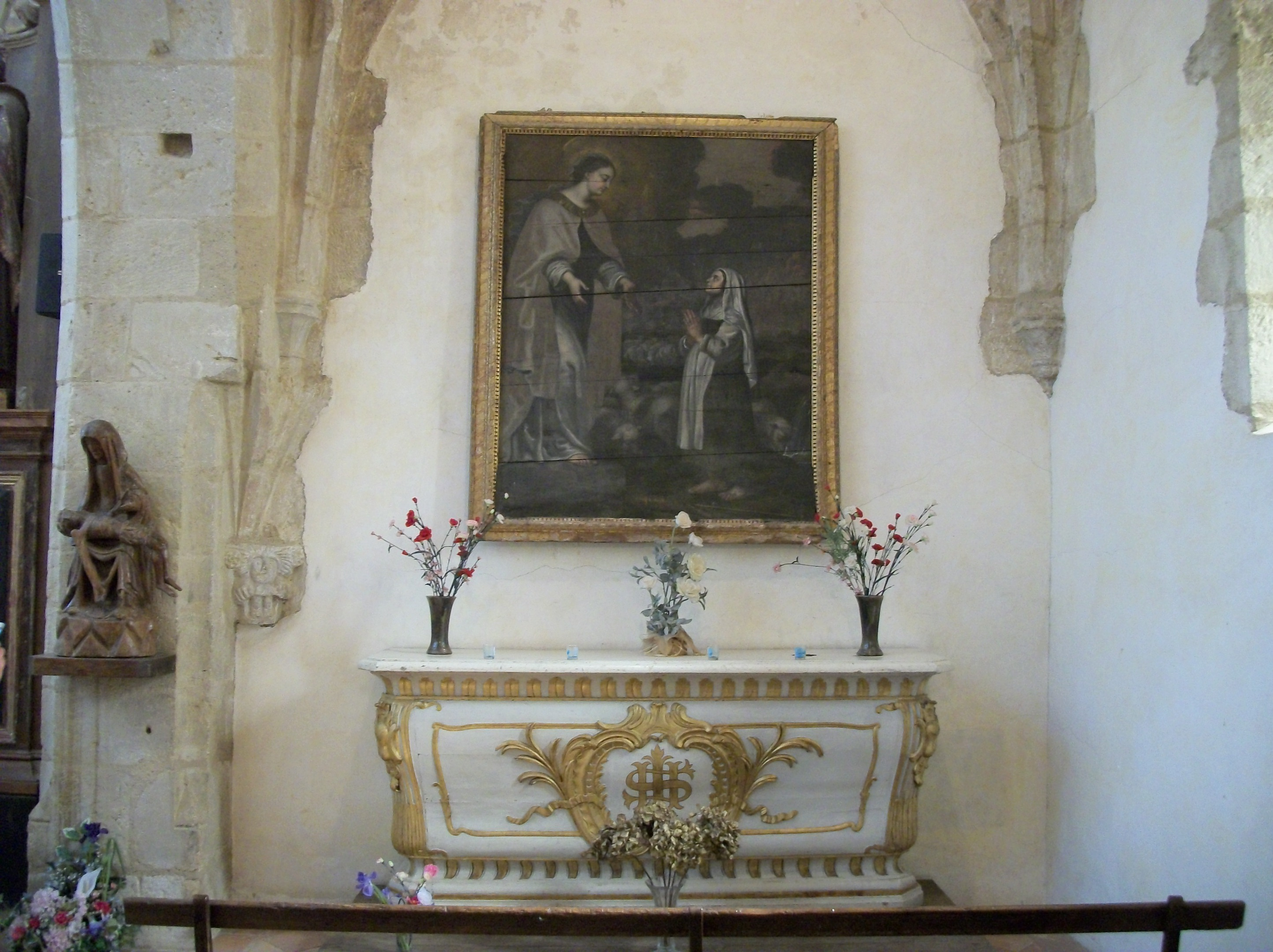
L'autel et le tableau de l'apparition de la Vierge Marie à Anglèze de Sagazan.